# 245
245 (CCXLV) var ett normalår som började en onsdag i den julianska kalendern.

## Händelser

### Okänt datum
- Kejsar Filip Araben ger den framtide kejsaren Trajanus Decius befälet över ett viktigt gränsavsnitt vid floden Donau.
- Den vietnamesiska kvinnliga krigaren Trieu Thi Trinh påbörjar sin tre år långa motståndskamp mot de invaderande kineserna.
- Sirinaga II kröns till kung över Sri Lanka.
- I Britannia förstörs mycket tunnland vid en stor översvämning i Lincolnshire.[1]

## Födda
- Iamblichos Chalcidensis, grekisk filosof

## Avlidna
- Lu Yi, general i det kinesiska kungariket Wu (född 183)
- Ammonios Sakkas, grekisk filosof (möjligen död detta år)
- Kejsarinnan Wu (Zhaolie), fru till Liu Bei, kinesisk kejsare

### Fotnoter
1. ↑  Stratton, J.M. (1969). Agricultural Records. John Baker. ISBN 0-212-97022-4